# Liste der Bodendenkmäler im Warmensteinacher Forst-Nord
Auf dieser Seite sind die Bodendenkmäler in dem oberfränkischen gemeindefreien Gebiet Warmensteinacher Forst-Nord zusammengestellt. Diese Tabelle ist eine Teilliste der Liste der Bodendenkmäler in Bayern. Grundlage ist die Bayerische Denkmalliste, die auf Basis des Bayerischen Denkmalschutzgesetzes vom 1. Oktober 1973 erstmals erstellt wurde und seither durch das Bayerische Landesamt für Denkmalpflege geführt wird. Die folgenden Angaben ersetzen nicht die rechtsverbindliche Auskunft der Denkmalschutzbehörde.

| Lage                                   | Objekt                                                                    | Akten-Nr.     | Bild |
| -------------------------------------- | ------------------------------------------------------------------------- | ------------- | ---- |
| Warmensteinacher Forst-Nord (Standort) | Bergbaustollen mit zwei Stollenmundlöchern vermutlich der frühen Neuzeit. | D-4-5936-0039 |      |